# Interfòbia
La interfòbia és un terme relacionat amb la identitat sexual i de gènere que identifica l'aversió a la intersexualitat o als intersexuals. El terme fou incorporat per l'Institut d'Estudis Catalans al DIEC2, en el qual entrà a formar part el setembre del 2020.